# Artemisa tridentada
L'artemisa tridentada (Artemisia tridentata) és una espècie de planta amb flors del gènere Artemisia dins la família de les asteràcies nativa de l'est d'Amèrica del Nord, del Canadà fins a Mèxic. L'estat de Nevada la reconeix com la seva planta oficial.

## Morfologia
És un arbust gris platejat d'1 a 3 m d'alt, de fulles d'1 a 4 cm de llargada amb tres lòbuls (tridentata) i amb flors grogues i creix en llocs semiàrids de l'oest d'Amèrica del Nord. És una planta fragant, especialment quan és molla té un gust agre. És la vegetació principal de la Gran Conca.

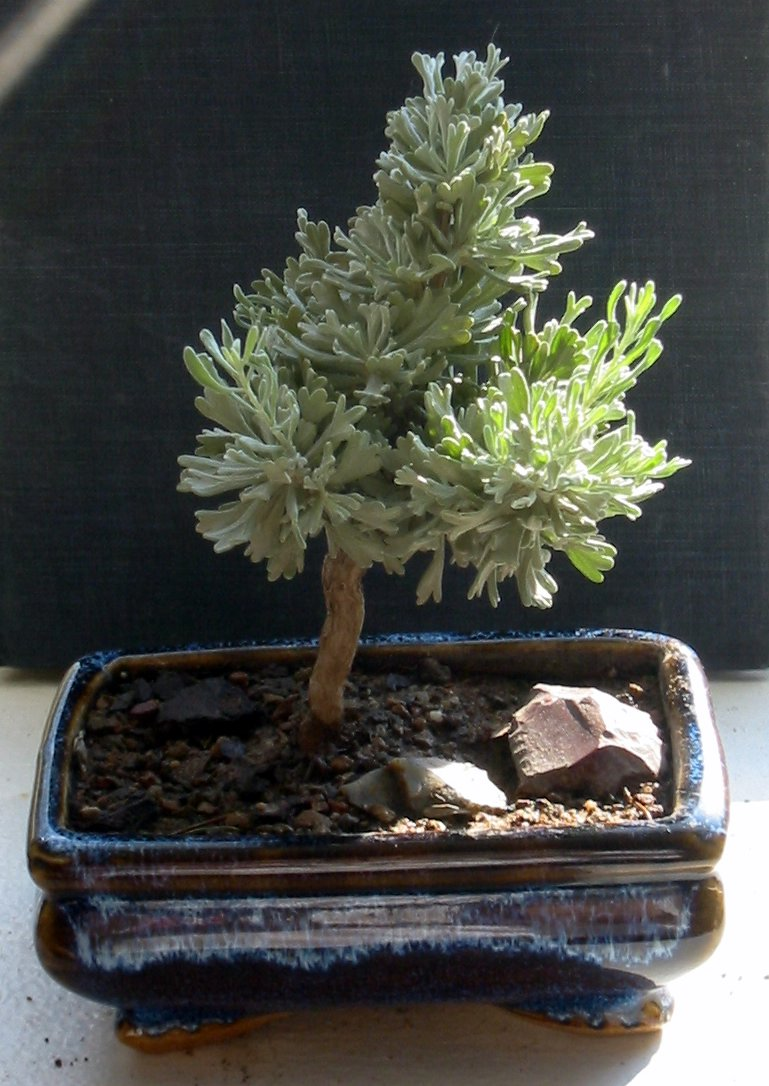
Artemisia tridentata en forma de bonsai amb la disposició típica de les fulles

## Taxonomia
Aquest tàxon va ser publicat per primer cop l'any 1841 a la revista Transactions of the American Philosophical Society Held at Philadelphia for Promoting useful Knowledge. pel botànic anglès Thomas Nuttall.
Dins d'aquesta espècie es reconeixen les següents subespècies:
- Artemisia tridentata subsp. parishii (A.Gray) H.M.Hall & Clem.
- Artemisia tridentata subsp. tridentata
- Artemisia tridentata subsp. vaseyana (Rydb.) Beetle
- Artemisia tridentata subsp. wyomingensis Beetle & A. M.Young

Se n'ha descrit l'híbrid Artemisia × tridentata nothosubsp. bonnevillensis H.D.Garrison, L.M.Shultz & McArthur
Seriphidium tridentatum (Nutt.) W.A.Weber és sinònim d'Artemisia tridentata.

## Usos i toxicitat
És molt al·lèrgena pels humans i el seu consum afecta el fetge i el tracte digestiu.
Els natius nord-americans el feien servir de medicina contra els cucs paràsits i contra infeccions.